# Keti Tsatsalachvili
Keti Tsatsalashvili (en géorgien : ქეთი წაწალაშვილი ; née le 10 juin 1992 à Tbilissi, en Géorgie) est une joueuse d'échecs géorgienne, Grand maître international féminin des échecs.

## Biographie
Keti Tsatsashvili apprend à  jouer aux échecs avec sa grand-mère, qui était également maire de la ville de Tbilissi. Elle joue son premier tournoi d'échecs à l'âge de huit ans. Elle est formée par la suite par plusieurs grands maîtres géorgiens, comme Zurab Sturua, Tamas Gelashvili ou encore David Aroutinian.

## Palmarès
Keti Tsatsashvili atteint la deuxième marche du podium lors du championnat de Géorgie d'échecs dans la catégorie des filles de moins de 16 ans en mars / avril 2007 à Tbilissi. En septembre 2007, à Sibenik, elle termine troisième au championnat d'Europe féminin dans sa catégorie d'âge. Elle remporte le championnat du monde dans la catégorie des filles de moins de 16 ans en novembre de la même année, à Kemer, où elle est le onzième Elo au départ. L'année suivante, dans la même catégorie d'âge, Vũng Tau, elle termine troisième. En septembre 2009, lors du championnat d'Europe dans la catégorie des filles de moins de 18 ans qui se déroule à Fermo, elle est deuxième. Enfin, elle remporte ce même championnat dans la même catégorie d'âge l'année suivante, lorsqu'il a lieu dans son pays, à Batoumi.

## Parcours en club
Keti Tsatsalashvili joue en club dans le championnat de Catalogne d'échecs des clubs, sur invitation d'Ana Matnadzé, pour le club Peona i Peó. Elle joue aussi en championnat de Belgique, pour le Schaakclub Wachtebeke et en Turquie pour Tarsus Zeka Satranç.

## Titres internationaux décernés par la FIDE
En juin 2008, Keti Tsatsalashvili reçoit le titre de Maître international féminine, décerné par la FIDE. Pour cela, elle réalise les normes nécessaires en remportant d'abord le championnat du monde dans la catégorie des filles de moins de 16 ans en novembre 2007. Elle réalise une autre norme lors du 65e championnat de Géorgie féminin à Tbilissi en février et mars 2008, en terminant septième. Sa dernière norme est réalisée lors du 5e tournoi international des moins de 20 ans de Los Llanos de Aridane, en Espagne, toujours en mars 2008.
Keti Tsatsalashvili reçoit le titre de Grand maître international féminin en juin 2011. Les normes nécessaires pour son titre l'ont été au 67e championnat de Géorgie féminin, à Koutaïssi en janvier 2010, et lors du championnat d' Europe individuel féminin joué à Tbilissi en mai 2011.